# Libro di Abacuc
Il Libro di Abacuc (ebraico חבקוק, habaqqùq; greco Ἀβακούμ, abakùm; latino Habacuc) è un testo contenuto nella Bibbia ebraica (Tanakh) e cristiana.
È scritto in ebraico e la redazione del libro è avvenuta nel Regno di Giuda attorno a fine VII inizio VI secolo a.C.
È composto da 3 capitoli e contiene vari oracoli del profeta Abacuc contenenti in particolare l'esortazione alla fedeltà a Dio nonostante le avversità.

## Riassunto
Il primo capitolo è una discussione tra il Signore e il profeta che è turbato dal veder apparentemente prosperare i cattivi. Nel secondo capitolo il Signore gli raccomanda di essere paziente; infatti i giusti devono imparare a vivere conformemente alla fede. Il capitolo terzo contiene la preghiera di Abacuc nella quale egli riconosce la giustizia di Dio.

## Influenze
L'espressione di Abacuc "il giusto vivrà per la sua fede" (2,4) verrà ripresa da San Paolo nella sua dottrina sulla fede cristiana (Romani 1,17, Galati 3,11, Ebrei 10,38).